# Nonarime
Die Nonarime (italienisch Nona rima „Neunzeiler“, „Neunreim“) ist eine neunzeilige Strophe aus neun elfsilbigen Endecasillabi (9 × x11) mit dem Reimschema [abababccb]. Sie kann als Variante der achtzeiligigen Stanze aufgefasst werden, aus dieser hervorgegangen durch Anfügen eines neunten Verses, der auf die b-Zeile reimt.
In der italienischen Literatur erscheint die Nonarime zunächst nur in Intelligenza, einem anonymen allegorisch-didaktischen Gedicht des 13. Jahrhunderts.
In der modernen italienischen Dichtung wurde die Form nachgebildet von Giuseppe Giusti (in A Gino Capponi), Giovanni Marradi, Gabriele D’Annunzio und Pier Paolo Pasolini (Canto Popolare in Le ceneri di Gramsci).
In der deutschen Dichtung wurde die Form nicht aufgegriffen.